# 寄居折原インターチェンジ
寄居折原インターチェンジ（よりいおりはらインターチェンジ）は、埼玉県大里郡寄居町にある皆野寄居バイパスのインターチェンジである。

## 道路
- 国道140号皆野寄居バイパス

## 接続する道路
- 埼玉県道349号広木折原線

## 隣
皆野寄居バイパス
末野大橋 - 寄居折原IC - 寄居風布IC - 皆野長瀞IC - 皆野大塚IC

## 周辺
- 武州寄居十二支守り本尊霊場
- 鉢形城跡
- 少林寺の五百羅漢と千体荒神